# Bahía Telefon
Bahía Telefon (según Argentina) o bahía Teléfono (según Chile) es una bahía ubicada en el rincón noroeste de puerto Foster, en el interior de la isla Decepción, islas Shetland del Sur, Antártida.

## Características

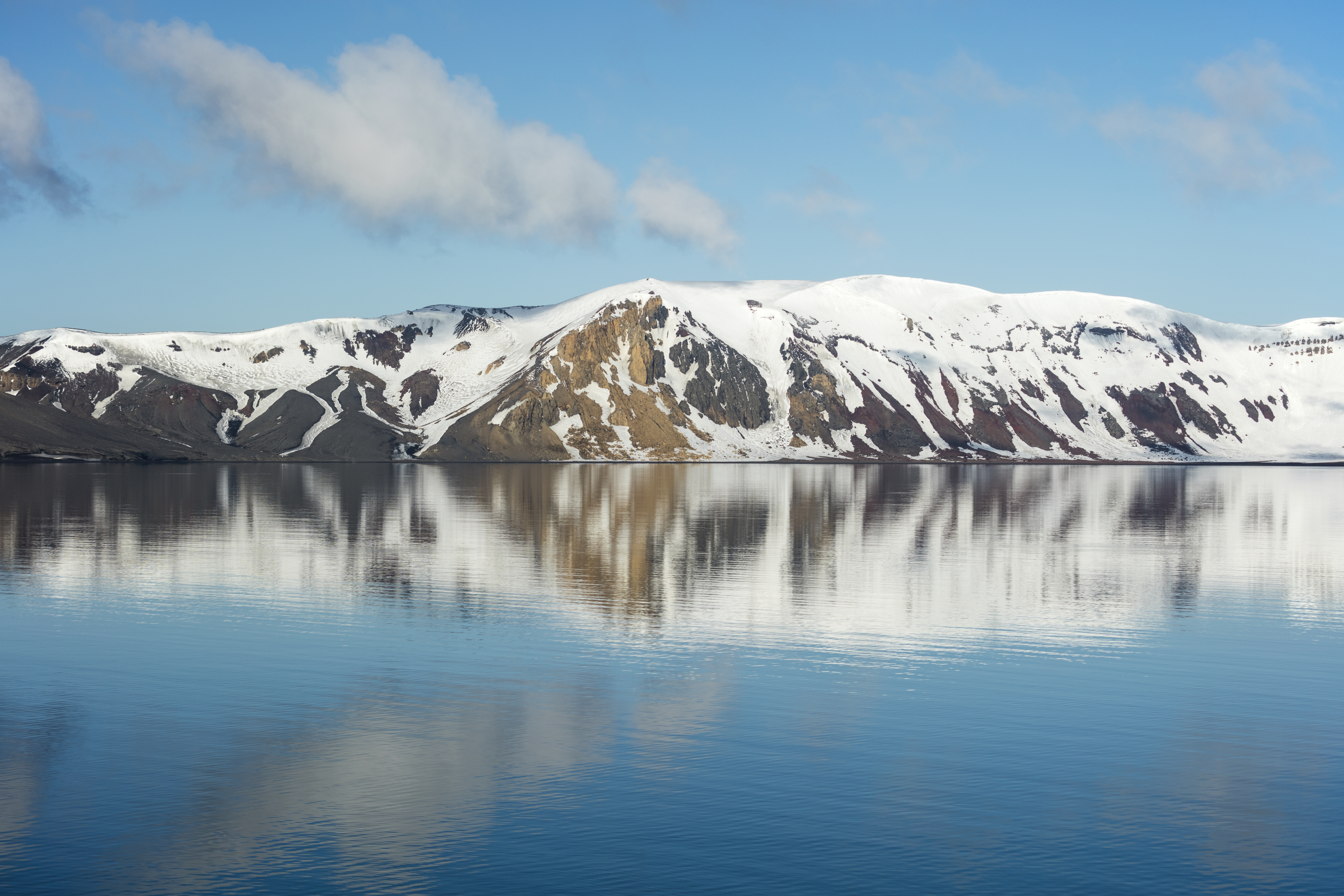
Vista de la bahía.

Mide unos 2 kilómetros de ancho en su entrada por 0,9 kilómetros de largo y está limitada por el sur por la punta Chacao. La bahía es de fondo irregular y de mucha profundidad. Es abierta a los vientos del noreste y este que levantan marejada. En su interior, se encuentra la caleta Stancomb, que se utiliza como fondeadero para yates.
Se permite la visita de turistas en el sector este de la bahía. Allí hay una playa con pendiente suave que lleva a un valle que se erige abruptamente sobre el borde de una serie de cráteres volcánicos sin denominación, que poseen hasta 45 metros de profundidad. Los acantilados que rodean dicho valle se componen de ceniza y restos de un antiguo cráter. El área posee actividad volcánica con bajo volumen y actividad de magma, junto a otros sectores de la isla. El calor remanente existente afecta a la playa y las piedras del sitio, que poseen un tinte anaranjado.

## Historia y toponimia
Fue cartografiado en 1909 por la Cuarta Expedición Antártica Francesa, al mando de Jean-Baptiste Charcot, denominándola bahía Decepción. Más tarde le colocó Baie du Telefon por el ballenero SS Telefon, un buque que quedó varado en la bahía durante el invierno austral de 1909 esperando reparaciones. El mismo era propiedad de Adolfus Amandus Andresen, fundador de la compañía Sociedad Ballenera de Magallanes. En la toponimia antártica argentina ha aparecido como bahía del Teléfono (en 1944), caleta Teléfono (en 1947) y bahía Telefon (en 1970).
Un refugio de la Armada Argentina se estableció en el lado sudoeste de la bahía, el 23 de marzo de 1949, y se llamó refugio naval Thorne en honor al coronel de marina argentino Juan Bautista Thorne (1807-1885). Una erupción volcánica lo destruyó en diciembre de 1967. La erupción, además, produjo un cambio en la topografía de la bahía, apareciendo enfrente al refugio un islote denominado por Argentina como Marinero Suárez, pero que poco después se unió al resto de la isla Decepción. Un cercano refugio chileno (Caleta Telefon) fue totalmente destruido por otra erupción volcánica en febrero de 1969.

## Zona de protección

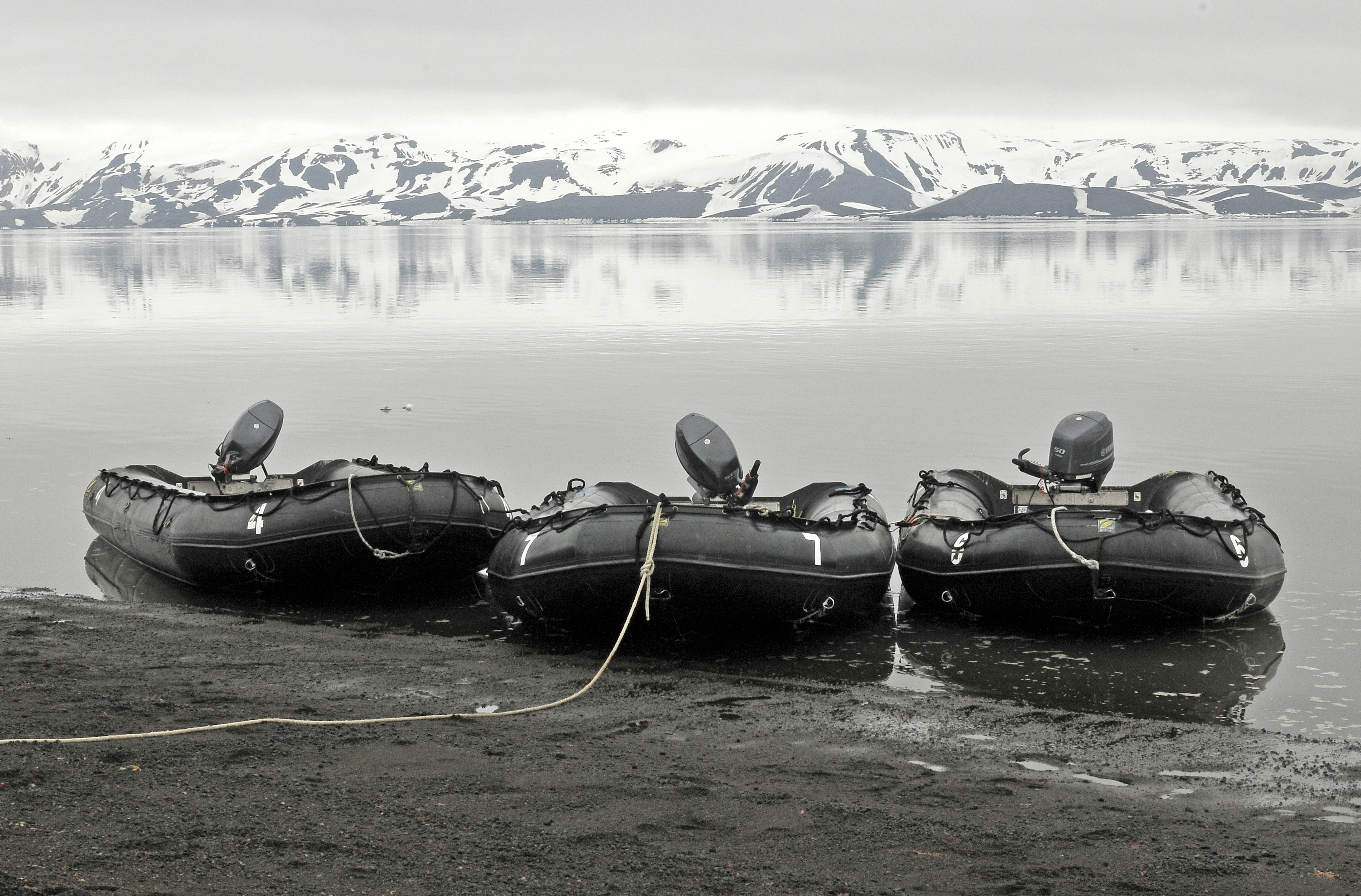
Botes turísticos en la bahía.

La bahía es una de las Zonas Antárticas Especialmente Protegidas (ZAEP 140 - sitio F), que comprende varios sitios separados en la isla Decepción. Propuesta por el Reino Unido, se designó como tal principalmente por sus valores botánicos y ecológicos. La bahía también comprende parte de la Zona Antártica Especialmente Administrada (ZAEA-4) "Isla Decepción".

### Fauna
Suelen aparecer ejemplares de lobos marinos  antárticos (Arctophoca gazella) y focas de Weddell (Leptonychotes weddellii).

### Flora
En sus costas, se han encontrado 14 especies de musgos y ocho especies de líquenes. Para la botánica, el sitio tiene interés ya que la superficie del suelo data de 1967, lo que permite estudiar la colonización de la biota.

## Reclamaciones territoriales
Argentina incluye a la bahía en el departamento Antártida Argentina dentro de la provincia de Tierra del Fuego, Antártida e Islas del Atlántico Sur; para Chile forma parte de la comuna Antártica de la provincia Antártica Chilena dentro de la Región de Magallanes y de la Antártica Chilena; y para el Reino Unido integra el Territorio Antártico Británico. Las tres reclamaciones están sujetas a las disposiciones del Tratado Antártico.
Nomenclatura de los países reclamantes: 
- Argentina: bahía Telefon[16][17]
- Chile: bahía Teléfono[3]
- Reino Unido: Telefon Bay[6]